# قائمة التمائم الأولمبية
التمائم الأولمبية هي شخصيات خيالية، غالبًا ما تكون حيوانات محلية أو كائنات متخيلة تعكس التراث الثقافي للمنطقة المستضيفة للألعاب الأولمبية والبارالمبية. بدأ اعتماد التمائم الأولمبية في الألعاب الأولمبية منذ ألعاب صيف 1932 في لوس أنجلوس، وكان الكلب سموكي هو تميمة غير رسمية لتلك الألعاب. فيما كان الكلب الألماني والدي أو فالدي أول تميمة أولمبية رسمية، والذي اعتمد في الألعاب الأولمبية الصيفية في ميونخ عام 1972. تسرد هذه القائمة التمائم الأولمبية المعتمدة في الألعاب الأولمبية والبارالمبية الصيفية والشتوية.

## نبذة تاريخية
ظهرت أول تميمة أولمبية في دورة الألعاب الأولمبية في غرونوبل عام 1968. سُميت "شوس" وكانت عبارة عن رجل صغير يركب زلاجة، مصممة تصميماً مجرداً ومطلية بألوان فرنسا: الأزرق والأحمر والأبيض. ومع ذلك، ظهرت التميمة الأولمبية الرسمية الأولى في دورة الألعاب الأولمبية الصيفية لعام 1972 في ميونيخ . كان فالدي أو والدي ، وهو كلب من فصيلة دشهند، وهو من السلالات المشهورة في بافاريا، ويمثل السمات المطلوبة للرياضيين - المقاومة والمثابرة وخفة الحركة. وكان عليه ثلاثة من ألوان العلم الأولمبي (الأزرق والأصفر والأخضر).
ساعد نجاح التميمة الأولى في أن تصبح فكرة التميمة رمزًا للألعاب الأولمبية وتطورت إلى حدث رئيس به، وتحظى هذه التمائم بشعبية كبيرة. تصمم التمائم الاولمبية تصميماً بسيطاً وذا ألوان زاهية ومناسبة لاحتفالية وبهجة الألعاب الأولمبية.

## في الألعاب الأولمبية الصيفية
| الصورة      | السنة | المدينة       | اسم التميمة والاسم باللغة الأصلية                                                           | معنى الاسم                                                                       | نوع التميمة | المصمم                                                        | ملاحظات |
| ----------- | ----- | ------------- | ------------------------------------------------------------------------------------------- | -------------------------------------------------------------------------------- | --- | ------------------------------------------------------------- | --- |
|             | 1932  | لوس أنجلوس    | سموكي (بالإنجليزية: Smoky)                                                                  | لا يوجد                                                                          | كلب ولد في القرية الأولمبية قبل يوم من الافتتاح عام 1932                                                                          | لا يوجد                                                       | تميمة غير رسمية ويشير اسم سموكي إلى الكلب. |
|             | 1968  | مدينة مكسيكو  | شاك مول (بالإنجليزية: Chac Mool)                                                            | النمر العظيم                                                                     | النمر الأحمر لمعبد تشيتشن إيتزا                                                                                                   | غير معروف                                                     | غير رسمية |
|             | 1972  | ميونخ         | والدي (بالألمانية: Waldi)                                                                   | لا يوجد                                                                          | كلب ألماني من إقليم بافاريا | إيلينا وينشرمان                                               | هي أول تميمة رسمية في تاريخ الألعاب الأولمبية الصيفية، تظهر التميمة بألوان مختلفة، الرأس والذيل بالأزرق الفاتح وجسم مخطط ذو ثلاث ألوان أولمبية على الأقل.                                |
|             | 1976  | مونتريال      | أميك                                                                                        | قندس                                                                             | قندس | جي سان أرنو، إيفون لاروش، بيير-إيف بيليتييه، بقيادة جورج هويل | - أحد رموز كندا، وساهم في تنمية البلاد منذ القرن 16 - يعرف هذا الحيوان بصبره واجتهاده.                                                                                                   |
|             | 1980  | موسكو         | ميشا (الروسية: Ми́ша) أو ميشكا (الروسية: Ми́шка) الاسم الكامل للدب هو ميخايل بوتابيش توبتيجين | تصغير لاسم العلم ميخائيل بالروسية                                                | دب روسي | فيكتور تشيزيكوف                                               | - اختير الدب تميمة في موسكو عبر استبياني بث على التلفاز ونشر في الصحف الروسية. - في 15 يونيو 1978، أقلع ميشا على متن صاروخ "سويوز" إلى محطة الفضاء "ساليوت 6" وعاد إلى الأرض.            |
|             | 1984  | لوس أنجلوس    | سام                                                                                         | نسبة إلى العم سام                                                                | عقاب رخماء | روبرت مور في والت ديزني                                       | - رمز الولايات المتحدة الأمريكية. - اعترف بالنسر عالميًا باعتباره تجسيدًا للمثل المذكورة في الشعار الأولمبي: (الأسرع، الأعلى، الأقوى)                                                      |
|             | 1988  | سول           | هودوري (الكورية: 호돌이)                                                                    | تنحدر "هو" في هودوري من الكلمة الكورية "نمر"، بينما "دوري" هي كلمة ذكورية شائعة. | نمر | كيم هون                                                       | - تُدعى النسخة الأنثوية للتميمة هوسني. "سوني" في اللغة الكورية تعني "فتاة"، إلا أنها أقل شهرة. - يرتدي هودوري الحلقات الأولمبية حول رقبته. على رأسه قبعة سانغمة الكورية التقليدية.        |
|             | 1992  | برشلونة       | كوبي وبيترا                                                                                 | COOB'92، وهو اختصار لاسم اللجنة الأولمبية المنظمة في برشلونة 1992.               | كوبي كلب جبلي مؤنس من ينحدر من جبال البرانس بيترا تميمة غير رسمية في الألعاب البارالمبية وكانت تشبه كوبي وأطول فليلاً وبلا ذراعين. | خافيير ماريسكال                                               | كان لكوبي مسلسل رسوم متحركة لمغامراته في 26 حلقة موجهة للأطفال حتّى 12 عاماً، واشترت 24 قناة تلفزيونية حقوق بثِّ هذا البرنامج.                                                               |
|             | 1996  | أتلانتا       | إيزي (الاسم الكامل واتإزإت (بالإنجليزية: Whatizit) )                                        | ما هذا                                                                           | ليس حيوانًا ولا شخصية بشرية ولا كائنًا                                                                                              | جون رايان، DESIGNefx                                          | عُرض فيلم كرتوني تعليمي مدته 30 دقيقة في خريف 1995 على قناة نتورك. ليتمكن ايزي من المشاركة في الألعاب الأولمبية، كان عليه الفوز بالحلقات الأولمبية الخمس.                                 |
|             | 2000  | سيدني         | أولي                                                                                        | اختصار لأولمبياد                                                                 | مازور | جوزف سيكيريس، ماثيو هاتون                                     | - ترمز التمائم إلى الهواء والماء والتربة. - خلد الماء والنضناض شعارا ولاية نيو ساوث ويلز الأسترالية، وعاصمتها سيدني.                                                                     |
| سيد         | 2000  | سيدني         | اختصار لسيدني                                                                               | خلد الماء                                                                        | | جوزف سيكيريس، ماثيو هاتون                                     | - ترمز التمائم إلى الهواء والماء والتربة. - خلد الماء والنضناض شعارا ولاية نيو ساوث ويلز الأسترالية، وعاصمتها سيدني.                                                                     |
| ميلي        | 2000  | سيدني         | اختصار لميلي وتعني الألفية الجديدة                                                          | نضناض                                                                            | | جوزف سيكيريس، ماثيو هاتون                                     | - ترمز التمائم إلى الهواء والماء والتربة. - خلد الماء والنضناض شعارا ولاية نيو ساوث ويلز الأسترالية، وعاصمتها سيدني.                                                                     |
|             | 2004  | أثينا         | فيفوس وأثينا (باليونانية: Αθηνά, Φοίβος)                                                    | فيفوس هو الاسم الآخر لأبولو وآثينا                                               | طفل وطفلة على شكل دمية ناقوس قديمة معروفة في اليونان                                                                              | سبيروس غوغوس                                                  | تجسيد الوحدة بين الرجل والمرأة ورمزاً للمساواة والأخوة |
|             | 2008  | بكين          | بيبي، جينغجينغ، هوانهوان، يينغيينغ، نيني                                                    | طريقة صينية تقليدية لإظهار المودة للأطفال                                        | - | هان ميلين                                                     | تم عرض سلسلة من 100 حلقة كرتونية بعنوان "مغامرات فوا الأولمبية" على أكثر من 100 قناة تلفزيونية في جميع أنحاء الصين، وفي نظام النقل العام في بكين وشبكات تلفزيون السكك الحديدية في الصين. |
|             | 2012  | لندن          | وينلوك                                                                                      | بلدة متش وينلوك                                                                  | قطرة حديدية مع كاميرا في العين | شركة تصميم آيرس                                               | سُميت على اسم قرية ماتش وينلوك في شروبشاير - التي استضافت دورة الألعاب الأولمبية الحديثة في القرن التاسع عشر. إنه يمثل بداية الثورة الصناعية في المملكة المتحدة.                          |
|             | 2016  | ريو دي جانيرو | فينيسيوس                                                                                    | تكريماً للشاعر البرازيلي فينيسيوس دي مورايس                                       | تميمة هجينة من عدة ثدييات برازيلية الأصل                                                                                          | بيردو للانتاج                                                 | - مستوحاة من الحيوانات البرازيلية. - سميت على اسم الشاعر والملحن بوسا نوفا فينيسيوس دي مورايس بناءً على التصويت الشعبي                                                                    |
|             | 2020  | طوكيو         | ميرايتوا (باليابانية: ミライトワ)                                                           | كلمة مشتقة من الكلمتين اليابانيتين "ميراي" بمعنى الخلود و "توا" بمعنى الخلود     | روبوت | ريو تانيجوتشي                                                 | - اختيرت التميمة الأولمبية من بين عدة تصميمات قدمها تلاميذ المدارس والرسامون في جميع أنحاء اليابان. - روبوت مستوحى من الأبطال الخارقين يجسد التقاليد القديمة والابتكارات الجديدة.        |
|             | 2024  | باريس         | فريج الأولمبي                                                                               | نسبة إلى القبعة الفريجية                                                         | قبعة فريجية | فريق تصميم باريس 2024                                         | - مستوحاة من القبعة الفريجية رمز الحرية في الجمهورية الفرنسية. - توجد على رأس آلهة الحرية في لوحة الحرية تقود الشعب                                                                      |
| لم تقرر بعد | 2028  | لوس أنجلوس    | -                                                                                           | -                                                                                | - | -                                                             | - |

## في الألعاب الأولمبية الشتوية
| الصورة      | السنة | المدينة          | اسم التميمة والاسم باللغة الأصلية                 | معنى الاسم                                                                                      | نوع التميمة                                                                        | المصمم                                                                         | الملاحظات |
| ----------- | ----- | ---------------- | ------------------------------------------------- | ----------------------------------------------------------------------------------------------- | ---------------------------------------------------------------------------------- | ------------------------------------------------------------------------------ | --- |
|             | 1968  | غرونوبل          | شوس (بالألمانية: Schuss)                          |                                                                                                 | رجل صغير في وضع التزلج                                                             | ألين لافارج                                                                    | - غير رسمية - بدلاً من "التميمة"، استخدمت اللجنة المنظمة مصطلح "الشخصية" في ذلك الوقت للإشارة إليه                                                                         |
| بلا إطار    | 1976  | انسبروك          | شنيماندل (بالألمانية: Schneemann)                 | رجل ثلجي                                                                                        | رجل ثلجي                                                                           | والتر بوتش                                                                     | - ارتدت شنيماندل قبعة حمراء ترمز للمدينة التي استضافت الألعاب الشتوية للمرة الثانية.                                                                                      |
| بلا إطار    | 1980  | ليك بلاسيد       | روني (بالإنجليزية: Roni)                          | حيوان الراكون                                                                                   | راكون                                                                              | دون موس، كابيتال سبورتس                                                        | - استخدمت اللجنة المنظمة حيوانات راكون حقيقية في الترويج للألعاب. - اختار اسمه أطفال مدرسة ليك بلاسيد.                                                                    |
| بلا إطار    | 1984  | سراييفو          | فوتشكو (الكرواتية: Vučko)                         | حيوان الذئب                                                                                     | ذئب                                                                                | جوزي تروبيك                                                                    | - آقيمت مسابقة لاختيار التميمة. - ساهم فوتشكو بالبتغيير الصورة النمطية الشرسة عن الذئاب.                                                                                  |
| بلا إطار    | 1988  | كالغاري          | هايدي وهاودي                                      | "هايدي" هي امتداد لكلمة "hi"، و"هاودي" اختصار لتحية سكان غرب أمريكا " how do you do"            | دبب قطبية                                                                          | شيلا سكوت، جريت سكوت للإنتاج                                                   | - أول زوج تمائم في الألعاب الأولمبية - كلاهما يمثلان حسن الضيافة لكندا الغربية                                                                                            |
| بلا إطار    | 1992  | ألبيرفيل         | ماجيك                                             |                                                                                                 | نجمة صغيرة مكعبة                                                                   | فيليب ميريس                                                                    | يجسد شكل النجمة الأحلام والتقاليد، في حين أن ألوانها تعكس العلم الفرنسي.                                                                                                  |
| بلا إطار    | 1994  | ليلهامر          | هاكون وكريستين                                    | يشير الاسم هاكون إلى الملك هاكون الرابع هاكونسون، كريستين إلى الأميرة كريستين خالته             | طفلان بشريان                                                                       | كاري وفيرنر غروسمان                                                            | - أول تميمتين بهيئة بشرية. - يعبران عن اهتمامات ورؤى الشباب. |
| بلا إطار    | 1998  | ناغانو           | بومات الثلج: سوكي، نوكي، ليكي، تسوكي              |                                                                                                 | بومات                                                                              | لاندور أسوشيتس                                                                 | تمثل البومات الأربعة النار (سكي)، الهواء (نوكي)، الأرض (ليكي) والماء (تسوكي)                                                                                              |
| بلا إطار    | 2002  | سالت ليك         | - باودر (أسرع) - كوبر (أعلى) - وكوبر (أقوى)       |                                                                                                 | - باودر: قواع ثلجي النعال - كوبر: قيوط. - كول: دب أسود أمريكي.                     | لاندور \ بوبليسيس                                                              | - استُلهمت التمائم من ثقافات ولاية يوتا القديمة. - يرتدي كل منها عقد صخري يمثله به نقوش بأسلوب أناسازيس أو فريمونتس، الشعوب القديمة في المنطقة                             |
|             | 2006  | تورينو           | - نيفي (الإيطالية: Neve) - جليز (الإيطالية: gliz) | في الإيطالية، تعني كلمة "neve" الثلج و كلمة "gliz" هي اشارة لكلمة "ghiaccio"، والتي تعني الجليد | - نيفي: كرة ثلجية. - جليز: مكعب ثلج.                                               | بيدرو البوكيرك                                                                 | بُثت سلسلة كاريكاتورية على القنوات التلفزيونية الإيطالية غطت كل حلقة موضوعًا مرتبطًا بالألعاب الأولمبية: القيم، المنطقة، الرياضة.                                            |
|             | 2010  | فانكوفر          | كواتشي وميجا                                      |                                                                                                 | - كواتشي: شخصية في أسطورة محلية. - ميجا: حيوان أسطوري (نصف حوت قاتل ونصف دب كرمود) | ميومي ديزاين                                                                   | لدى كواتشي وميجا صديق يتمتع بشعبية كبيرة يدعى "موكموك" ولكنه ليس تميمة رسمية، مستوحى من نوع نادر ومهدد بالانقراض من حيوان المرموط، واسمه يعني "طعام" في لغة قبيلة تشينوك. |
|             | 2014  | سوتشي            | الأرنب والدب القطبي والفهد                        |                                                                                                 | الأرنب والدب القطبي والفهد                                                         | - الأرنب: سيلفيا بتروفا. - الدب القطبي: أوليغ. سيريديتشني - الفهد: وفاديم باك. | التمائم الثلاث تمثل المراكز الثلاثة على منصة التتويج الأولمبية. |
|             | 2018  | بيونغ تشانغ      | سهوران (الكورية: 수호랑)                          | - "سوهو" تعني كلمة "الحماية". - "رانغ" مأخوذة من كلمة "هو رانغ-لي" والتي تعني "النمر".          | نمر أبيض                                                                           | MASS C&G                                                                       | صديق مخلص وحامي لجميع الرياضيين والمشجعين |
| 150         | 2022  | بكين             | بينغ دوين دوين (الصينية: 冰墩墩)                  | في لغة الماندرين الصينية: - بينغ: الجليد. - دوين دوين: القوة والحيوية.                          | دب باندا                                                                           | تساو شيويه                                                                     | اختير الباندالكونه الحيولن الوطني للصين |
| لم يقرر بعد | 2026  | ميلانو - كورتينا | يضاف لاحقا                                        | يضاف لاحقا                                                                                      | يضاف لاحقا                                                                         | يضاف لاحقا                                                                     | يضاف لاحقا |